# Kweekdravik-associatie
De kweekdravik-associatie (Bromo-Eryngietum campestris) is een associatie uit het wormkruid-verbond (Dauco-Melilotion). De associatie omvat bloem- en soortenrijke ruigten. Het aspect van de begroeiingen van deze associatie wordt vooral bepaald door roze- en witbloemige planten.

## Fotogalerij

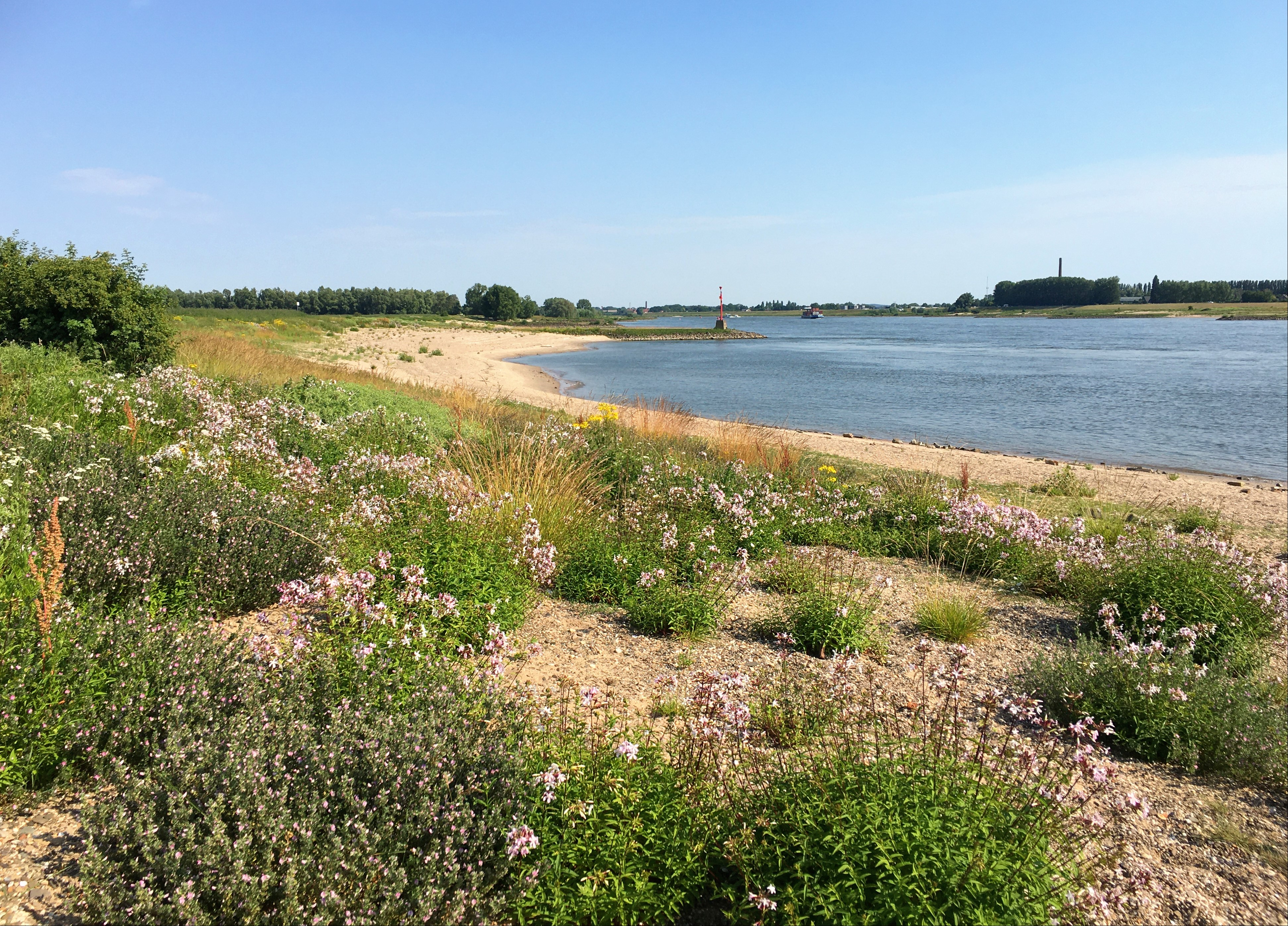
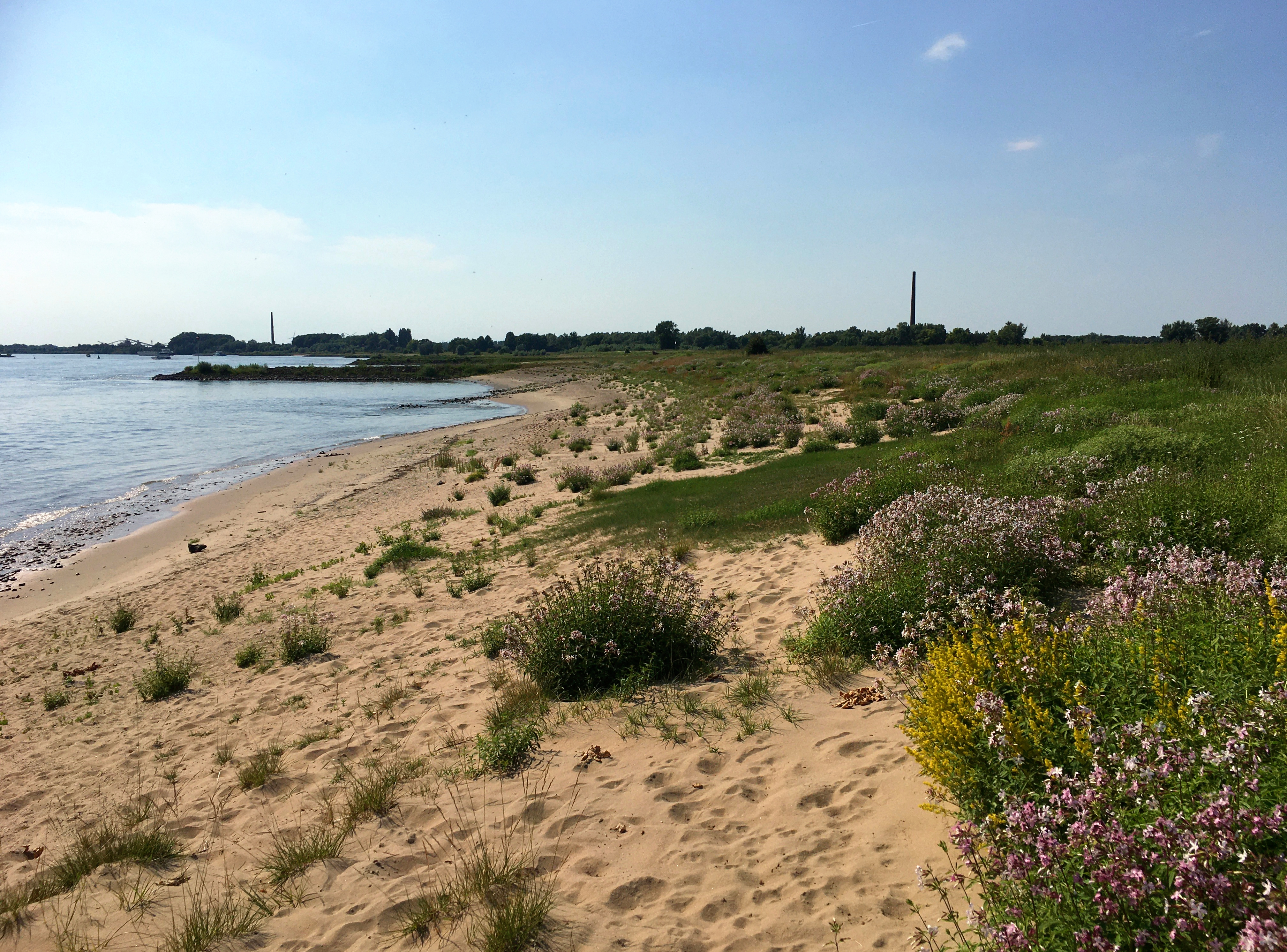

## Naamgeving en codering
| Bromo inermis-Eryngietum campestris Westh. & Scham. in Westh. 1996 |

- Natura2000-habitattypecode: (EU-code): H6120
- Syntaxoncode voor Nederland (rVvN): r32Ca02

De wetenschappelijke naam Bromo-Eryngietum campestris is afgeleid van de botanische namen van twee belangrijke soorten van de associatie; dit zijn kweekdravik (Bromopsis inermis subsp. inermis) en echte kruisdistel (Eryngium campestre).

## Vegetatiezonering
In de vegetatiezonering vormt de kweekdravik-associatie vaak contactgemeenschappen met de vlieszaad-associatie en de associatie van sikkelklaver en zachte haver.

## Verspreiding
Het verspreidingsgebied van de kweekdravik-associatie is bekend van Nederland, Vlaanderen en Duitsland. In Nederland is de associatie vrij zeldzaam en komt vooral voor in het rivierengebied.

## Fauna
De kweekdravik-associatie is vooral voor insecten van grote waarde, vanwege het grote aandeel aan dracht- en waardplanten maar eveneens vanwege de gevarieerde vegetatiestructuur met ook open zandige plekken. Enkele voorbeelden van kleine insecten die veel in de kweekdravik-associatie te vinden zijn, zijn de zeepkruidkokermot, heksenmelkrozetgalmug, kruisdistelgalmug en grindwolfspin.